# Gran Premio de Francia de Motociclismo de 1973
El Gran Premio de Francia de Motociclismo de 1973 fue la primera prueba de la temporada 1973 del Campeonato Mundial de Motociclismo. El Gran Premio se disputó el 22 de abril de 1973 en el Circuito Paul Ricard de Le Castelet.

## Resultados 500cc
En la categoría reina, debut con victoria de la Yamaha OW 20, pilotada por el finlandés Jarno Saarinen, lo que supone su primer triunfo en esta categoría para él. Giacomo Agostini, que había ganado en la carrera de 350cc, cayó en la novena vuelta. La otra MV Agusta, pilotada por Phil Read, acabó segundo por delante del japonés Hideo Kanaya, la otra OW 20.
| Pos. | Piloto               | Moto            | Tiempo     | Pts. |
| ---- | -------------------- | --------------- | ---------- | ---- |
| 1    | Jarno Saarinen       | Yamaha          | 45' 57" 3  | 15   |
| 2    | Phil Read            | MV Agusta       | +16"       | 12   |
| 3    | Hideo Kanaya         | Yamaha          | +18" 1     | 10   |
| 4    | Christian Léon       | Kawasaki        | +1' 38" 4  | 8    |
| 5    | Kim Newcombe         | König           | +1' 54" 5  | 6    |
| 6    | Guido Mandracci      | Suzuki          | +2' 07" 1  | 5    |
| 7    | Eric Offenstadt      | Kawasaki        | +1 vuelta  | 4    |
| 8    | Jean-François Baldé  | Kawasaki        | +1 vuelta  | 3    |
| 9    | Billie Nelson        | Yamaha          | +1 vuelta  | 2    |
| 10   | Jack Findlay         | Suzuki          | +1 vuelta  | 1    |
| 11   | Alois Maxwald        | Rotax           | +1 vuelta  |      |
| 12   | Bosse Granath        | Husqvarna       | +1 vuelta  |      |
| 13   | Kjell Solberg        | Yamaha          | +1 vuelta  |      |
| 14   | Armando Toracca      | Paton           | +1 vuelta  |      |
| 15   | Sven-Olof Gunnarsson | Kawasaki        | +2 vueltas |      |
| 16   | Jean Luc             | Kawasaki        | +2 vueltas |      |
| 17   | Lars Pahlsson        | OSSA            | +2 vueltas |      |
| 18   | Derek Lee            | Suzuki          | +2 vueltas |      |
| 19   | Ernst Hiller         | König           | +2 vueltas |      |
| 20   | Michael Schmid       | Yamaha          | +2 vueltas |      |
| 21   | André Pogolotti      | Suzuki          | +2 vueltas |      |
| 22   | Seppo Kangasniemi    | Yamaha          | +2 vueltas |      |
| 23   | Horst Lahfeld        | Yamaha          | +2 vueltas |      |
| Ret  | János Drapál         | Yamaha          | Ret        |      |
| Ret  | Christian Bourgeois  | Yamaha          | Ret        |      |
| Ret  | Giacomo Agostini     | Yamaha          | Ret        |      |
| Ret  | Werner Giger         | Yamaha          | Ret        |      |
| Ret  | Alex George          | Yamaha          | Ret        |      |
| Ret  | Chas Mortimer        | Yamaha          | Ret        |      |
| Ret  | Gyula Marsovszky     | Yamaha          | Ret        |      |
| Ret  | Kaarlo Koivuniemi    | Kawasaki        | Ret        |      |
| Ret  | Reinhard Hiller      | König           | Ret        |      |
| Ret  | Bruno Kneubühler     | Yamaha          | Ret        |      |
| Ret  | Paul Eickelberg      | König           | Ret        |      |
| Ret  | Michel Rougerie      | Harley-Davidson | Ret        |      |
| Ret  | Roberto Gallina      | Paton           | Ret        |      |
| DNQ  | Alex George          | Paton           | DNQ        |      |
| Ret  | Roberto Nicola       | Paton           | Ret        |      |
|      | Fuente:              |                 |            |      |

## Resultados 350cc
En 350 cc, buena carrera para la MV Agusta copando las dos primeras posiciones de la carrera con el italiano Giacomo Agostini por delante de Phil Read. El finlandés Teuvo Länsivuori llegó tercero, muy lejos de las dos primeras.
| Pos. | Piloto               | Moto            | Tiempo    | Pts. |
| ---- | -------------------- | --------------- | --------- | ---- |
| 1    | Giacomo Agostini     | MV Agusta       | 46.45.5   | 15   |
| 2    | Phil Read            | MV Agusta       | 46.58.3   | 12   |
| 3    | Teuvo Länsivuori     | Yamaha          | 47.08.0   | 10   |
| 4    | Werner Pfirter       | Yamaha          | 47.41.5   | 8    |
| 5    | Kent Andersson       | Yamaha          | 47.45.0   | 6    |
| 6    | Walter Villa         | Kawasaki        | 47.53.1   | 5    |
| 7    | Pentti Korhonen      | Yamaha          | 48.00.2   | 4    |
| 8    | Bruno Kneubühler     | Harley-Davidson | 48.01.9   | 3    |
| 9    | Kurt Carlsson        | Yamaha          | 48.04.4   | 2    |
| 10   | Eduardo Celso-Santos | Yamaha          | 48.12.9   | 1    |
| 11   | Dieter Braun         | Yamaha          | 48.18.9   |      |
| 12   | Gérard Debrock       | Yamaha          | 49.06.9   |      |
| 13   | Víctor Palomo        | Yamaha          | 1 vuelta  |      |
| 14   | Ramón Jiménez        | Yamaha          | 1 vuelta  |      |
| 15   | Roland Nilsson       | Yamaha          | 1 vuelta  |      |
| 16   | Rémy Hirschy         | Yamaha          | 1 vuelta  |      |
| 17   | Adrie van den Broeke | Yamaha          | 1 vuelta  |      |
| 18   | Silvio Grassetti     | Yamaha          | 1 vuelta  |      |
| 19   | Karl Auer            | Yamaha          | 1 vuelta  |      |
| 20   | Rob Bron             | Yamaha          | 1 vuelta  |      |
| 21   | Pekka Nurmi          | Yamaha          | 1 vuelta  |      |
| 22   | Kjell Solberg        | Yamaha          | 1 vuelta  |      |
| 23   | Helmut Kassner       | Yamaha          | 1 vuelta  |      |
| 24   | Iwan Panizzi         | Yamaha          | 1 vuelta  |      |
| 25   | Mike Trimby          | Yamaha          | 1 vuelta  |      |
| 26   | Giovanni Proni       | Yamaha          | 4 vueltas |      |
| 27   | Billie Nelson        | Yamaha          | 5 vueltas |      |
| Ret  | Kai Kuparinen        | Yamaha          | Ret       |      |
| Ret  | Gérard Choukroun     | Yamaha          | Ret       |      |
| Ret  | János Drapál         | Yamaha          | Ret       |      |
| Ret  | Marcel Ankoné        | Yamsel          | Ret       |      |
| Ret  | John Dodds           | Yamaha          | Ret       |      |
| Ret  | Renzo Pasolini       | Harley-Davidson | Ret       |      |
| Ret  | Bosse Granath        | Yamaha          | Ret       |      |
| Ret  | Lars Pahlsson        | Yamaha          | Ret       |      |

## Resultados 250cc
En el cuarto de litro, Jarno Saarinen empieza la temporada en esta categoría como acabó la temporada anteriorː ganando de forma contundente. Su compañero de escudería, Hideo Kanaya acabó segundo y el italiano Renzo Pasolini completó el podio.
| Pos. | Piloto               | Moto            | Tiempo   | Pts. |
| ---- | -------------------- | --------------- | -------- | ---- |
| 1    | Jarno Saarinen       | Yamaha          | 47.47.2  | 15   |
| 2    | Hideo Kanaya         | Yamaha          | 48.14.8  | 12   |
| 3    | Renzo Pasolini       | Harley-Davidson | 48.20.7  | 10   |
| 4    | Michel Rougerie      | Harley-Davidson | 48.30.2  | 8    |
| 5    | Teuvo Länsivuori     | Yamaha          | 48.43.6  | 6    |
| 6    | Roberto Gallina      | Yamaha          | 48.53.8  | 5    |
| 7    | Chas Mortimer        | Yamaha          | 49.01.4  | 4    |
| 8    | André-Luc Appietto   | Yamaha          | 49.03.9  | 3    |
| 9    | Patrick Pons         | Yamaha          | 49.04.2  | 2    |
| 10   | Walter Villa         | Yamaha          | 49.17.9  | 1    |
| 11   | André Kaci           | Yamaha          | 49.18.6  |      |
| 12   | Börje Jansson        | Yamaha          | 49.26.0  |      |
| 13   | John Dodds           | Yamaha          | 49.21.7  |      |
| 14   | Christian Bourgeois  | Yamaha          | 49.37.9  |      |
| 15   | Fosco Giansanti      | Yamaha          | 50.02.4  |      |
| 16   | Claude Ben El Hadj   | Yamaha          | 1 vuelta |      |
| 17   | Werner Pfirter       | Yamaha          | 1 vuelta |      |
| 18   | Olivier Chevallier   | Yamaha          | 1 vuelta |      |
| 19   | Thierry Tchernine    | Yamaha          | 1 vuelta |      |
| 20   | Rolf Minhoff         | Yamaha          | 1 vuelta |      |
| 21   | Adrie van den Broeke | Yamaha          | 1 vuelta |      |
| 22   | Etienne Delamarre    | Yamaha          | 1 vuelta |      |
| 23   | Hans Hallberg        | Yamaha          | 1 vuelta |      |
| 24   | Iwan Panizzi         | Yamaha          | 1 vuelta |      |
| 25   | Hans Mühlebach       | MZ              | 1 vuelta |      |
| 26   | Jean-Paul Boinet     | Yamaha          | 1 vuelta |      |
| 27   | Patrick Faucompre    | Yamaha          | 1 vuelta |      |
| 28   | Dieter Braun         | Yamaha          | 1 vuelta |      |
| 29   | Ingemar Larson       | Yamaha          | 1 vuelta |      |
| Ret  | Werner Giger         | Yamaha          | Ret      |      |
| Ret  | Mike Fogg            | Yamaha          | Ret      |      |
| Ret  | Charlie Charrier     | Yamaha          | Ret      |      |
| Ret  | Christian Huguet     | Yamaha          | Ret      |      |
| Ret  | Silvio Grassetti     | Yamaha          | Ret      |      |
| Ret  | Karl Auer            | Yamaha          | Ret      |      |
| Ret  | Roger Ruiz           | Yamaha          | Ret      |      |
| DNQ  | Eduardo Celso-Santos | Yamaha          | DNQ      |      |
| DNQ  | Rémy Hirschy         | Yamaha          | DNQ      |      |

## Resultados 125cc
En la cilindrada del octavo de litro, Ángel Nieto debutó con la Morbidelli, haciendo la pole position y la vuelta más rápida pero se tuvo que retirar en la séptima vuelta por una caída. La victoria correspondió al sueco Kent Andersson. El italiano Otello Buscherini fue penalizado por el error del comisario de la carrera que le enseñó la bandera a cuadros una vuelta antes, haciéndole perder cuatro posiciones al relajarse.
| Pos. | Piloto             | Moto             | Tiempo    | Pts. |
| ---- | ------------------ | ---------------- | --------- | ---- |
| 1    | Kent Andersson     | Yamaha           | 43.04.4   | 15   |
| 2    | Börje Jansson      | Maico            | 45.28.2   | 12   |
| 3    | Thierry Tchernine  | Yamaha           | 45.40.0   | 10   |
| 4    | Eugenio Lazzarini  | Piovaticci-Maico | 45.40.4   | 8    |
| 5    | Matti Salonen      | Yamaha           | 45.48.7   | 6    |
| 6    | Otello Buscherini  | Malanca          | 1 vuelta  | 5    |
| 7    | Rolf Minhoff       | Maico            | 1 vuelta  | 4    |
| 8    | Horst Seel         | Maico            | 1 vuelta  | 3    |
| 9    | Walter Winkler     | Maico            | 1 vuelta  | 2    |
| 10   | Pentti Salonen     | Yamaha           | 1 vuelta  | 1    |
| 11   | Hans Hallberg      | Yamaha           | 1 vuelta  |      |
| 12   | Etienne Delamarre  | Yamaha           | 1 vuelta  |      |
| 13   | Hans-Jürgen Hummel | Yamaha           | 1 vuelta  |      |
| 14   | Luigi Rinaudo      | Yamaha           | 1 vuelta  |      |
| 15   | Werner Schmied     | Rotax            | 1 vuelta  |      |
| 16   | Xaver Tschannen    | Maico            | 1 vuelta  |      |
| 17   | Gianni Ribuffo     | LGM              | 1 vuelta  |      |
| 18   | Jean-Pierre Clerc  | Yamaha           | 2 vueltas |      |
| 19   | Matti Kinnunen     | Yamaha           | 2 vueltas |      |
| 20   | Paul Eickelberg    | Maico            | 3 vueltas |      |
| 21   | Hans Müller        | Maico            | 3 vueltas |      |
| 22   | Johann Zemsauer    | Rotax            | 3 vueltas |      |
| Ret  | Ángel Nieto        | Morbidelli       | Ret       |      |
| Ret  | Chas Mortimer      | Yamaha           | Ret       |      |
| Ret  | Chas Mortimer      | Yamaha           | Ret       |      |
| Ret  | Jos Schurgers      | Bridgestone      | Ret       |      |